# Journée Yitzhak Rabin
La Journée du Souvenir de Yitzhak Rabin (hébreu : יום הזיכרון ליצחק רבין) est une journée de commémoration israélienne observée chaque année le douzième jour du mois hébraïque de Heshvan, pour commémorer la vie du leader sioniste, Premier ministre et ministre de la Défense israélien, Yitzhak Rabin, ainsi que son assassinat.

## Histoire
La Journée du Souvenir de Yitzhak Rabin a été créée par la Knesset dans le cadre de la Loi commémorative Yitzhak Rabin, adoptée en 1997, deux ans après son assassinat. Selon cette loi, la Journée du Souvenir de Rabin est célébrée chaque année le douzième jour de Heshvan, date de l'assassinat d'Yitzhak Rabin selon le calendrier hébraïque (4 novembre 1995, selon le calendrier grégorien).

## Observance
Cette journée nationale du souvenir est marquée par toutes les institutions de l'État, sur les bases de l'armée des Forces de défense israéliennes et dans les écoles. Le drapeau national est mis en berne et un service commémoratif est organisé sur sa tombe au mont Herzl.
Selon la loi, les écoles doivent observer cette journée en commémorant le travail de Yitzhak Rabin et en organisant des activités soulignant l'importance de la démocratie en Israël et le danger que représente la violence pour la société et le pays.

Si la date tombe un vendredi ou un samedi, la journée commémorative sera célébrée le jeudi précédent.

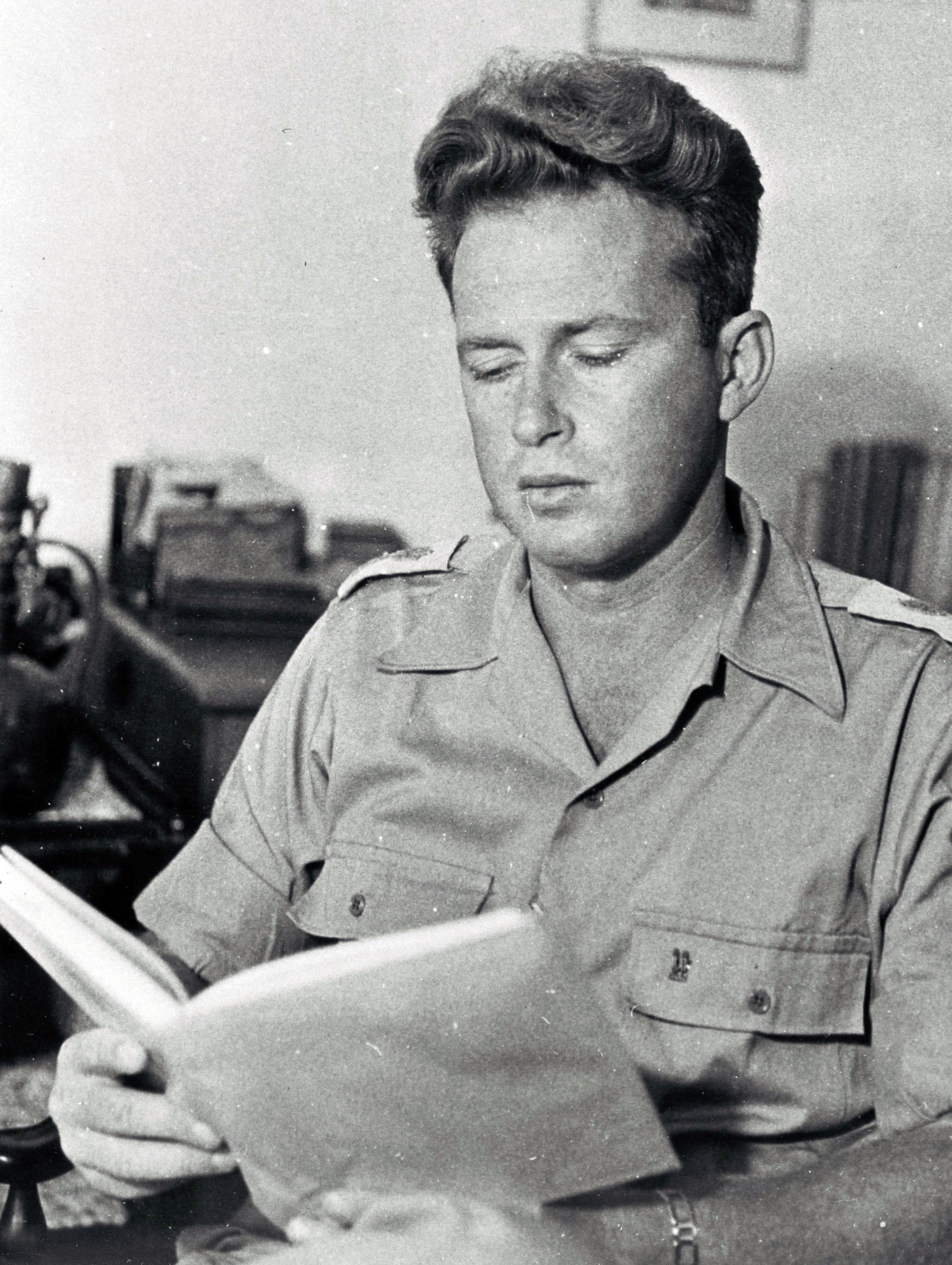
Yitzhak Rabin, en tant que Sgan Aluf